# Konrád Ferdinand Quast
Konrád Ferdinand Quast (17. března 1789, Ansbach v Bavorsku – 7. dubna 1845, Praha) byl malíř porcelánu.

## Život a působení
Narodil se 17. března 1789 a 18. března byl pokřtěn; často uváděné datum narození 18. března je tedy chybné. Vyučil se u Greinera a Gerlacha, roku 1807 se odstěhoval do Breitenbachu a 1808 do Jeny. 2. února 1809 se stěhuje do Pirkenhammeru (Březová u Karlových Varů). Zde se usadil a pracoval do roku 1836 především pro manufaktury v Březové a Dalovicích. Roku 1813 se oženil s Annou Haehnelovou, se kterou měli 12 dětí, mimo jiné velmi nadaného malíře Stefana (zemřel v mladém věku) a nejslavnějšího z rodu, druhorozeného Jana Zachariáše, malíře na porcelán a sklo. Roku 1836 se přestěhoval do Prahy, kde se 27. května 1841 stal pražským měšťanem. Zemřel v Praze 7. dubna 1845.

## Dílo
V západočeských porcelánkách byl považován za velmi kvalitního malíře. Z jeho díla není mnoho známo, zřejmě málo signoval své práce. V majetku ZČM Plzeň je dekorativní váza medicejské formy malovaná květy a signovaná, muzeum v Ansbachu vlastní jeho autoportrét a portrét manželky, v majetku příbuzných v Praze je obdobný autoportrét.
V rodném Ansbachu je ulice pojmenovaná po malířích Konrádu Ferdinandu a Janu Zachariáši Quastovi. Přímými potomky Konráda Ferdinanda Quasta je rodina Häcklových z Prahy.